# Guy Bourdin
Guy Bourdin   (6è districte de París, 2 de desembre de 1928 - 13è districte de París, 29 de març de 1991) va ser un artista i fotògraf de moda francès conegut per les seves imatges estilitzades i provocadores: «si bé les imatges de moda convencionals fan de la bellesa i la roba els seus elements centrals, les fotografies de Bourdin ofereixen una alternativa radical». Des de 1955, Bourdin va treballar principalment amb Vogue, així com amb altres publicacions com Harper's Bazaar. També va fer campanyes publicitàries per a Chanel, Charles Jourdan, Pentax i Bloomingdale's.
El seu treball és recollit per institucions com la Tate de Londres, el Museu d'Art Modern de San Francisco i el Museu J. Paul Getty. La primera exposició retrospectiva de la seva obra es va fer al Victoria and Albert Museum el 2003, i després va visitar la National Gallery of Victoria de Melbourne i la Galerie nationale du Jeu de Paume de París. La Tate exposa permanentment una part de la seva col·lecció (una de les més grans) amb obres realitzades entre 1950 i 1955.

## Biografia
Bourdin va néixer el 2 de desembre de 1928 a París. Els seus pares es van separar quan ell era un infant i el van enviar a viure amb els seus avis paterns que tenien una casa a Normandia. Els seus avis també eren propietaris d'un restaurant a París anomenat Brasserie Bourdin. Quan el seu pare, que només tenia 18 anys en el moment del seu naixement, va tornar a casar, Bourdin va tornar a estar sota la seva tutela. Als divuit anys Bourdin es va embarcar en una gira en bicicleta per la Provença durant la qual va conèixer el comerciant d'art Lucien Henry. Bourdin va passar sis mesos vivint a casa d'Henry on es va concentrar en la pintura i el dibuix fins que va arribar l'hora del servei militar obligatori.
Bourdin es va introduir per primera vegada a la fotografia durant el seu servei a la força aèria estacionat a Dakar (1948–49) i va rebre la seva formació fotogràfica inicial treballant com a fotògraf aeri. Quan va tornar a París després del servei militar es va mantenir amb una sèrie de feines menors, com ara venedor d'objectius, i també va continuar pintant, dibuixant i fent fotos. Durant aquest temps va exposar alguns dels seus dibuixos i el 1950 va buscar la mentoria de l'expatriat estatunidenc i destacat surrealista Man Ray. Bourdin va ser rebutjat de la porta de casa de Man Ray sis vegades per la seva esposa, i a la setena, finalment, va aconseguir guanyar-se l'atenció de Man Ray que va obrir-li la porta i va convidar-lo a entrar. Bourdin va aconseguir guanyar-se la confiança de Man Ray que, més endavant, va escriure el catàleg de la primera exposició de Bourdin el 1952 després d'acceptar-lo com a protegit.
Bourdin va fer la seva primera exposició de dibuixos i pintures a la Galerie, Rue de la Bourgogne parisenca. La seva primera exposició fotogràfica va ser l'any 1953. Va exposar sota el pseudònim d'«Edwin Hallan» als inicis de la seva carrera. Les seves primeres fotografies de moda es van publicar al número de febrer de 1955 de Vogue París. Com a contemporani de Helmut Newton, que també va treballar per a Vogue, Bourdin va ajudar a establir què és la fotografia contemporània actual. Newton va afirmar: «entre ell i jo, la revista es va fer irresistible en molts aspectes i ens vam complementar. Si ell hagués estat sol o jo hagués estat sol, no hauria funcionat». Va continuar treballant per a la revista fins a finals dels anys 1980.
Un editor de la revista Vogue va presentar Bourdin al dissenyador de calçat Charles Jourdan, que es va convertir en el seu mecenes, i Bourdin va realitzar les campanyes publicitàries de Jourdan entre 1967 i 1981. Les seves peculiars composicions antropomòrfiques i els intricats anuncis de posada en escena van ser particularment reconeguts i sempre van ser esperats amb expectació pels mitjans de comunicació. Segons Manolo Blahnik, el llegat creatiu de Bourdin és tan immens que el seu lloc mai no serà ocupat per ningú més.

## Estètica
Guy Bourdin va ser dels primers a imaginar fotografies de moda que contenien narracions fascinants, efectes dramàtics amb una intensa saturació de color, hiperrealisme i composicions retallades, mentre va establir la idea que el producte és secundari a la imatge.
Les fotografies de Bourdin són sovint esplendorosament sensuals, tot i que depenen de la provocació i la capacitat de commocionar. Bourdin va configurar un vocabulari visual totalment nou amb el qual associar els productes de l'alta costura. Les narracions eren estranyes i misterioses, inspirades en la literatura, el cinema i la història de l'art. Evidentment a través d'una lectura astuta de la seva presentació compositiva i temàtica, Bourdin es va beneficiar de la influència d'una col·lecció diversa de contemporanis: en primer lloc, el seu mentor Man Ray, però també el fotògraf Edward Weston, els pintors surrealistes René Magritte i Balthus i el cineasta Luis Buñuel.